# John Frank Davidson
John Frank Davidson (* 7. Februar 1926 in Newcastle-upon-Tyne; † 25. Dezember 2019)  war ein britischer Chemieingenieur.
Davidson studierte an der Universität Cambridge mit dem Bachelor-Abschluss 1947, war danach zwei Jahre bei Rolls-Royce in Derby und ging danach wieder an die Universität Cambridge, an der er 1950 University Demonstrator wurde, den Master-Abschluss erhielt und 1953 in Chemieingenieurwesen promoviert wurde (die Abteilung Chemieingenieurwesen war in Cambridge gerade gegründet worden). 1954 wurde er University Lecturer. 1957 wurde er Fellow des Trinity College, dessen Steward er 1957 wurde (in dieser Funktion organisierte er königliche Empfänge und restaurierte die alte Küche aus dem Jahr 1605). Er war ab 1964 Reader und ab 1975 Professor und zuletzt Shell Professor für Chemieingenieurwesen in Cambridge. 1992 ging er in den Ruhestand. Von 1992 bis 1996 war er Vice Master des Trinity College.
1968 erhielt er einen D.Sc. für Arbeiten in Chemieingenieurwesen.
Er ist bekannt für Forschungen zur Fluidisierung und gilt als Pionier auf diesem Gebiet. Er untersuchte den Massenaustausch zwischen einer Blase in einer Flüssigkeit, die sie umströmt.

## Mitgliedschaften und Auszeichnungen
Er war Fellow der Royal Society (1974) und 1989 deren Vizepräsident, und er war Fellow der Royal Society of Engineering und erhielt 1999 die Royal Medal. Davidson war Fellow der Institution of Chemical Engineers (IChemE) und 1970/71 deren Präsident. Er war Ehrendoktor des nationalen polytechnischen Instituts in Toulouse und der Universität Aston, auswärtiges Mitglied der National Academy of Engineering, der Indian National Science Academy und der russischen Ingenieursakademie.

## Schriften (Auswahl)
- Mit David Harrison: Fluidised Particles, Cambridge UP 1963.